# Saviem
La Société anonyme de véhicules industriels et d'équipements mécanique, o SAVIEM, fue un fabricante francés de vehículos industriales fundado en el 23 de diciembre de 1955. por la fusión de las empresas Latil, Renault y Somua, bajo la marca Saviem LRS (LRS para Latil-Renault-Somua) y más tarde Saviem.
Antes de esta fecha, en Francia existían oficialmente doce marcas de vehículos pesados con una producción de 18 000 vehículos al año.
El 21 de abril de 1980, al igual que Berliet, Saviem ve desaparecer su nombre de los modelos en favor de la marca común RVI - Renault Véhicules Industriels.

## Historia

### Historia general

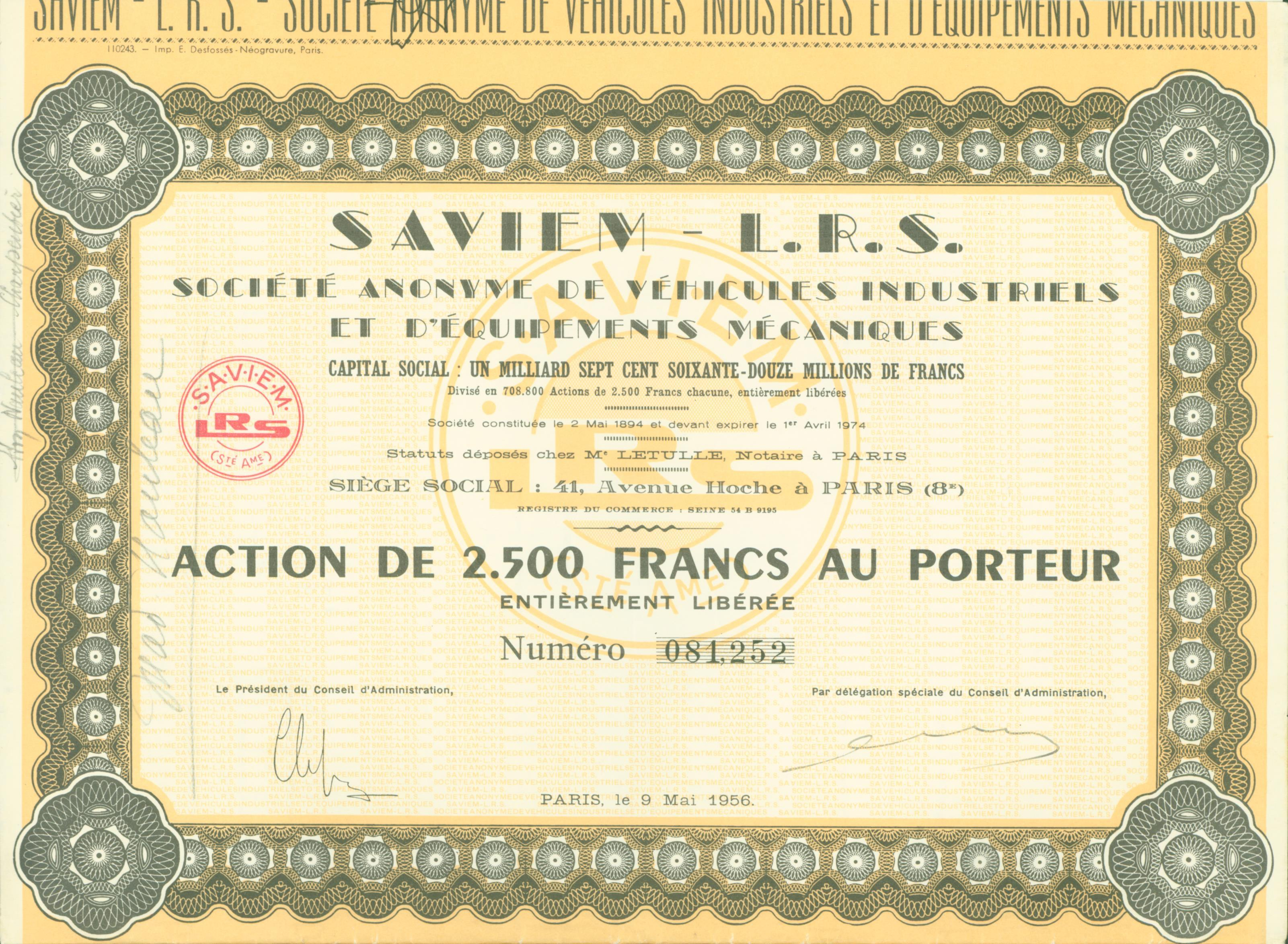
Acción Saviem-LRS del 9 de mayo de 1956.

La fusión dio lugar a una gama compleja con modelos de camiones muy diferentes. Fue necesaria una racionalización para simplificar toda la gama.
En los modelos de 1957, el Renault "fainéant", cuya producción se transfirió a la planta de Saviem en Blainville-sur-Orne (actualmente la planta de Renault Trucks en Blainville), fue el primer camión en llevar exclusivamente la marca Saviem. Existían dos modelos: el Mondragon, con un peso bruto vehicular (PBV) de 15,5 toneladas y una carga útil de 5 toneladas, y el Tancarville, con un PMA de 15,8 toneladas y una carga útil de 7 toneladas.
En 1959, el Saviem-LRS JL 19 de 9 toneladas de peso bruto vehicular (PVW), lanzado en 1955, se convirtió en el Saviem JL20, con un nuevo frontal con cuatro faros y dirección asistida neumática. Los modelos JL21 de 11 toneladas de PVW, JL23 de 13 toneladas de PVW y JL25 de 15 toneladas de PVW completaron la gama. El autocar Saviem ZR20 sucedió al autocar R4190.
En abril de 1959, Saviem absorbió los autocares Chausson (tres plantas de fabricación). En mayo, desapareció la marca Latil. En 1961, se adquirió el fabricante de autocares Floirat, con sede en Annonay.

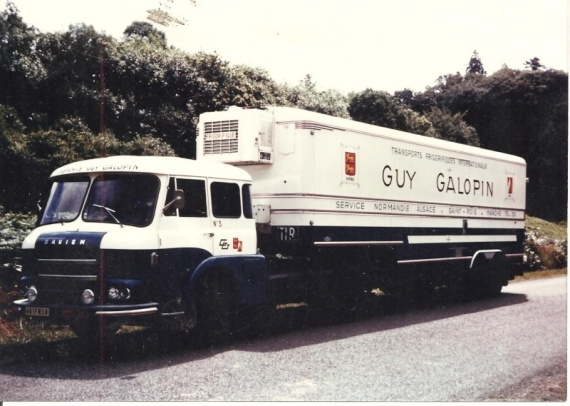
Saviem JL20 1963

En 1961, se inauguró una fábrica de motores diésel en el emplazamiento de la antigua fábrica de armas de Limoges, ubicada en Palais-sur-Vienne, conocida localmente como el Arsenal. Estos motores se denominaban "Fulgur" y estaban disponibles en configuraciones de cuatro y seis cilindros de 4,6 y 6,8 litros. Además, Saviem firmó un acuerdo de asociación comercial con Henschel para distribuir camiones alemanes en Francia, pero este acuerdo finalizaría dos años después.
Para 1961, el JL adoptó el motor Fulgur y una parrilla con dos barras cromadas.
En 1963, Saviem adquirió la licencia de MAN para el proceso de inyección directa.
En el Salón del Automóvil de París, la marca lanza el habitáculo 710 en la nueva gama media S.
El S5 (5,5 t de carga útil) cuenta con un motor de gasolina de cuatro cilindros. Existe una cabeza tractora S5T para un remolque de 16,5 t de carga útil con un motor diésel Renault 591 de cuatro cilindros y 3 L o un motor Perkins de seis cilindros y 5,8 L.

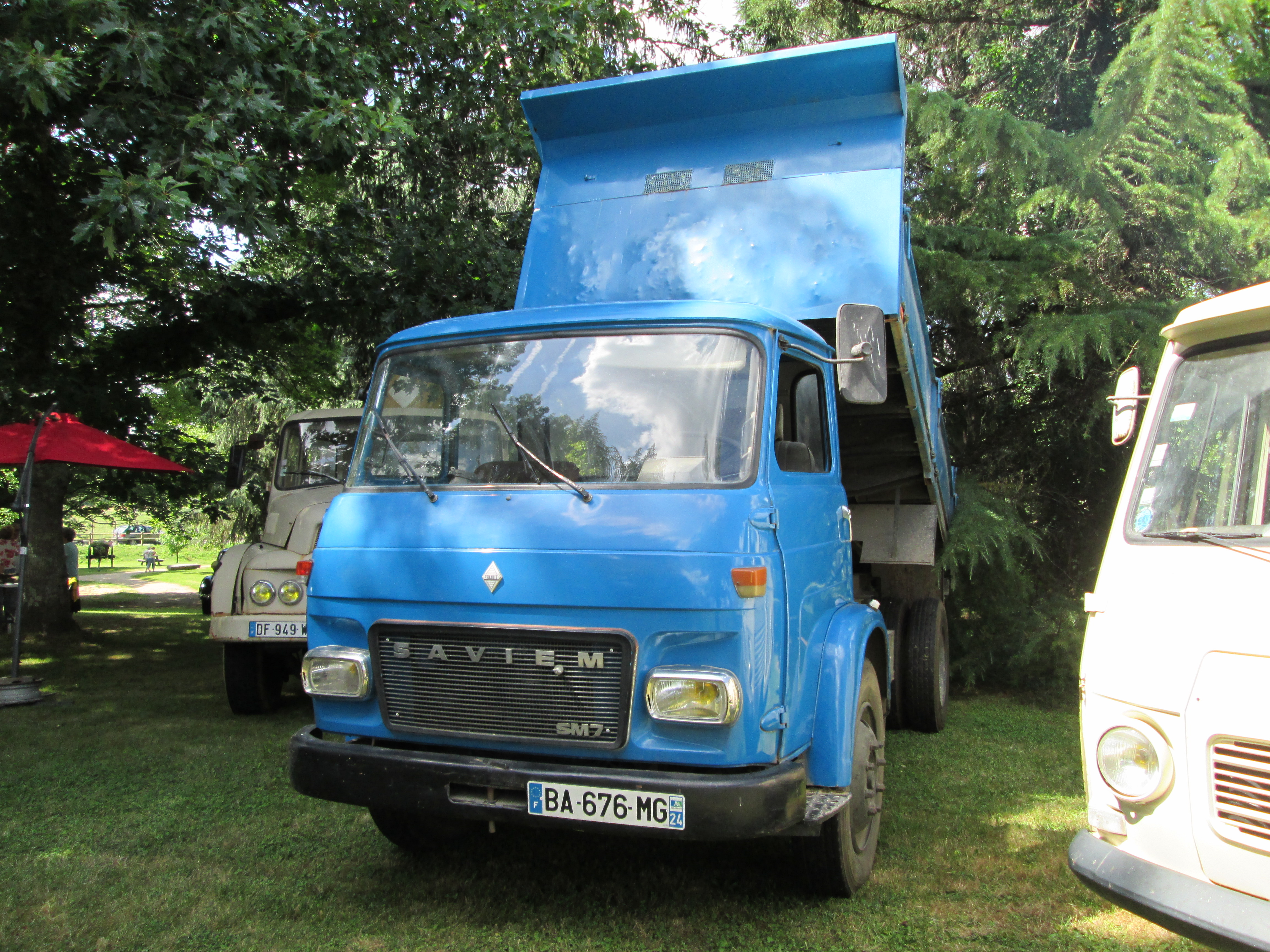
SAVIEM SM7

El S7 (con una carga útil de 7 toneladas) estaba equipado con un motor diésel Perkins G-354 de 5,8 L y seis cilindros con inyección directa, 126 CV a 2800 rpm, transmisión manual de cinco velocidades con mandos al volante y frenos neumáticos.
A partir de marzo de 1964, la nueva gama de alta gama JM («M» de MAN) se equipó con motores MAN. Mantuvo la cabina JL, ya fuera la 830 para trayectos cortos o la 840 con una o dos literas para trayectos largos.
El JM200 de 19 toneladas de MMA (que sustituye al JL20) está equipado con un motor diésel MAN 2146 HM3F de 9,66 litros y seis cilindros, con 210 CV a 2100 rpm, una caja de cambios de 2x5 velocidades y frenos neumáticos. Hay dos opciones de cabina. Está disponible una cabeza tractora JM200T para semirremolques con una MMA de 35 t.
En julio, el S8 (8 t de carga útil), con el mismo motor y caja de cambios que el S7, completa la gama de gama media con opciones de distancia entre ejes de 3 a 4,5 m. Está disponible una cabeza tractora S8T de 19 toneladas de MMA.
En el Salón del Automóvil de París, el camión JM170 de 19 toneladas de MMA cuenta con un motor diésel MAN 836 HM8 de seis cilindros con una cilindrada de 7,03 litros y 165 CV a 2500 rpm, una caja de cambios de seis velocidades y frenos neumáticos. El bloqueo del diferencial es opcional. Hay dos opciones de cabina y está disponible una cabeza tractora JM170T con un MMA de 35 toneladas.
En 1965, Saviem presentó el JM240 de 12,7 toneladas de peso bruto vehicular (PBV), equipado con cabina 840, motor diésel MAN 2146 HM4F de seis cilindros y 9,66 litros que desarrollaba 235 CV a 2200 rpm, caja de cambios 2x5 velocidades y frenos neumáticos. También estaba disponible el JM240T de 35 toneladas de peso bruto vehicular (PBV).
Además de los JM, se siguieron fabricando los JL:
El JL29A, con dos opciones de cabina: 830 u 840, es un camión de 17,5 toneladas de peso bruto vehicular (GVW) con el mismo motor diésel y caja de cambios que el S9.
También en 1965, la marca adquirió el fabricante de maquinaria de construcción Richard Frères - Continental. En septiembre, se lanzó el autobús estándar SC10.
En 1967, los fabricantes MAN y Avia cooperaron con Saviem.

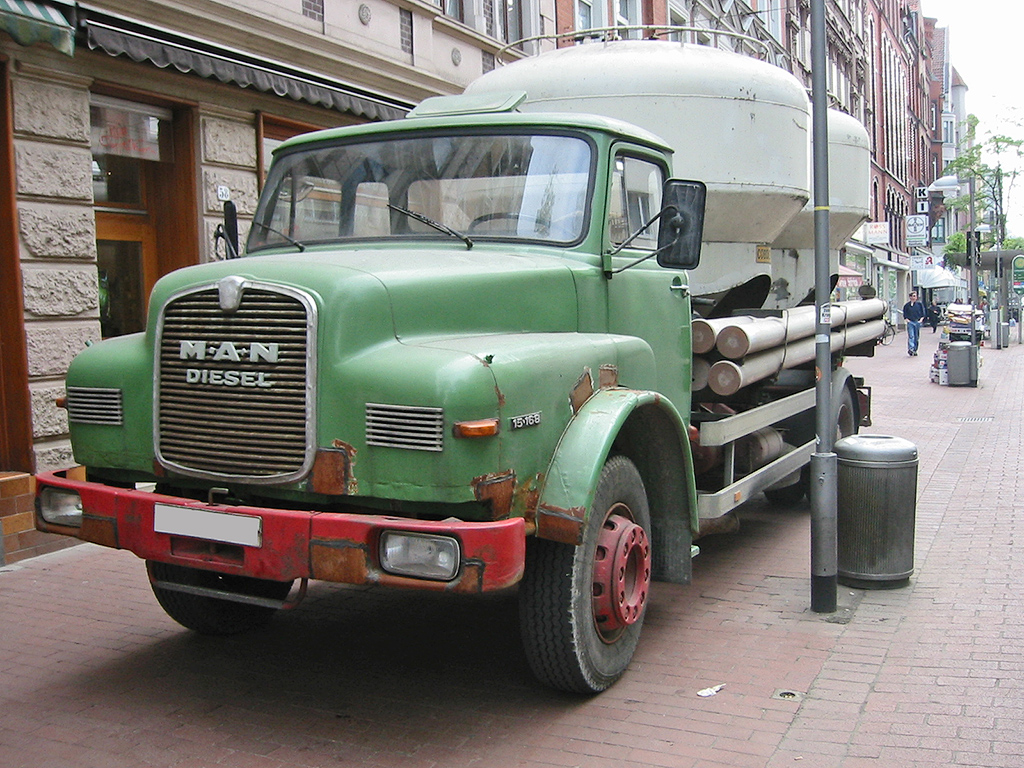
El Saviem H32 en su versión original MAN.

Saviem firma un acuerdo comercial con MAN para suministrar los motores alemanes y la cabina trasera del futuro Saviem H32. A cambio, MAN vende bajo su marca la gama pequeña SG, la gama media SM y la gama alta «Europa» fabricadas por Saviem. La implementación tendrá lugar en 1969.
El acuerdo con Avia prevé la fabricación bajo licencia de la pequeña gama SG en Praga, Checoslovaquia, y su comercialización en todos los países de la ex Unión Soviética bajo la marca Avia.

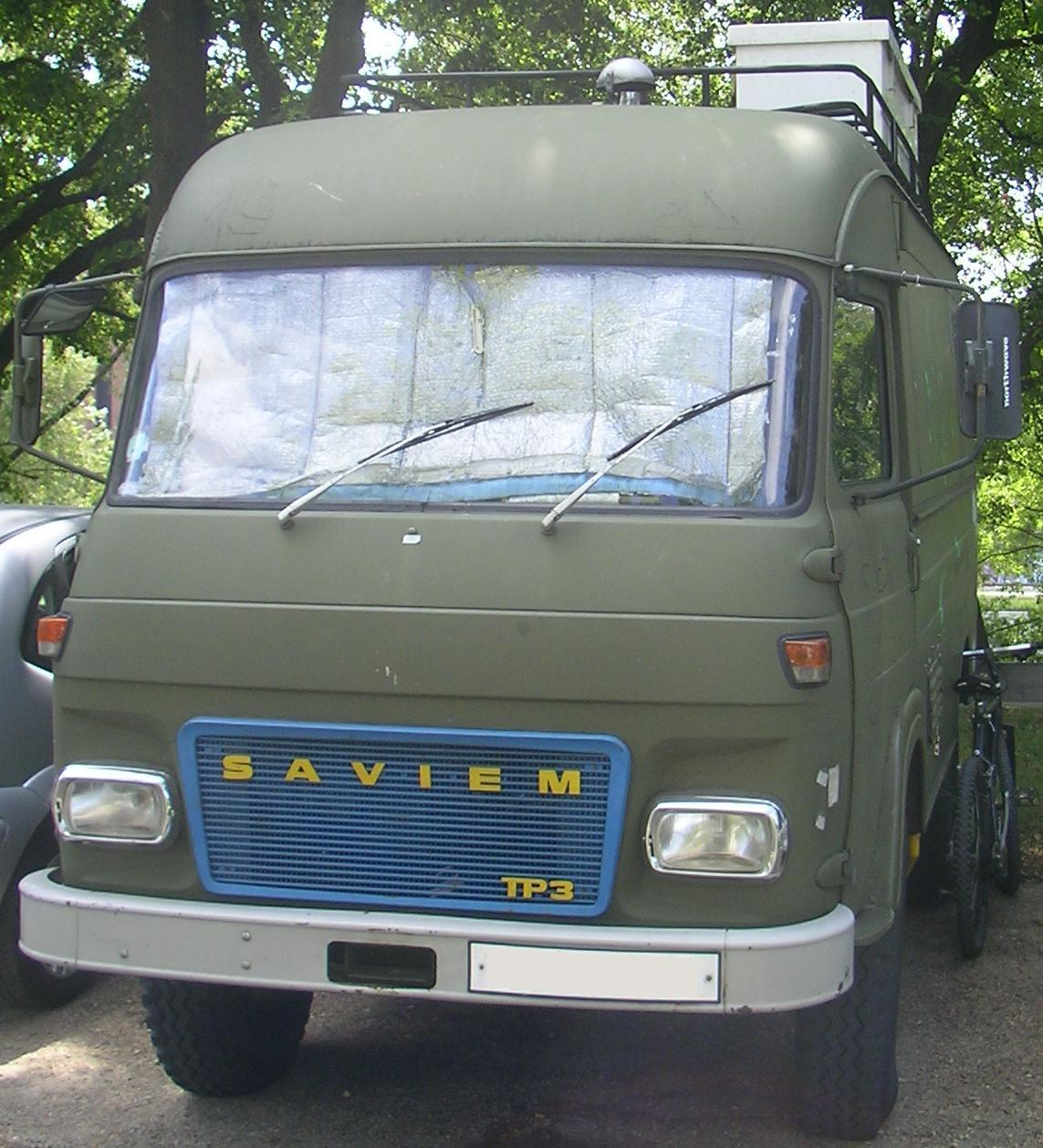
Cabina 812 en una camioneta 4x4 Saviem TP3 del ejército francés.

En septiembre, la cabina del 710 de gama media se vuelve basculante y se denomina 812. Se distingue por sus faros rectangulares.
Los modelos SM5 (8,7 t de MMA), SM6 (9 t de MMA), SM7 (10,95 t de MMA) y SM8 (12,3 t de MMA y de 19 a 21,5 t de MMA en tractora con remolque) de gama media incorporan un motor diésel 597 de seis cilindros (excepto el SM5) de 5,27 L y 135 CV a 2900 rpm, transmisión manual de cinco velocidades y frenos de aire comprimido (SM7 y SM8). Las distancias entre ejes son de 3, 3,5, 4, 4,5 y 5,3 m.
En marzo de 1968,La marca lanza en la nueva gama alta la cabina “Europe” (tipo 860).
La gama "Europe" incluye los modelos SM10, SM12, SM170, SM200, SM240 y SM280 V8. El modelo SM240 es el más vendido.

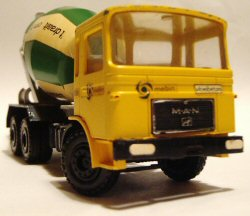
La cabina “Europa” (juguete).

El camión SM10 de 15,99 toneladas está equipado con un motor diésel MAN 0846 HM-N84 de seis cilindros, con una cilindrada de 7,258 litros y 170 CV a 2500 rpm, una transmisión Tipo 330 de seis velocidades con palanca de cambios en columna, frenos neumáticos y un bloqueo de diferencial opcional (versión de construcción).
El camión SM170 de 19 toneladas tiene el mismo motor que el SM10, pero con una potencia de 180 CV a 2500 rpm, una transmisión de seis velocidades y frenos neumáticos.
La cabeza tractora SM240 de 35 toneladas de peso bruto vehicular (GVW) está equipada con un motor diésel MAN 2156 HM-N6 de seis cilindros, 10,35 L, 235 CV a 2200 rpm, una caja de cambios de 2x6 velocidades y frenos neumáticos. Hay un rígido SM240 con un peso bruto vehicular de 19 t.
En octubre, La cabeza tractora SM280, con un peso bruto vehicular de 35 a 38 toneladas, con cabina diurna u opcionalmente con dos literas, está propulsada por un motor diésel MAN 2658 M4 V8 de 14,96 litros y una potencia de 250 a 304 CV. La caja de cambios 342 tiene 2 x 5 marchas. Los frenos son neumáticos. Está disponible un rígido SM280 con un peso bruto vehicular de 19 toneladas. En 1973, se instaló un turbocompresor en el SM280 TU de 285 CV, que posteriormente se convirtió en el PS30 con la misma potencia.
En mayo de 1969, se lanzó el autocar E7 con motor trasero.

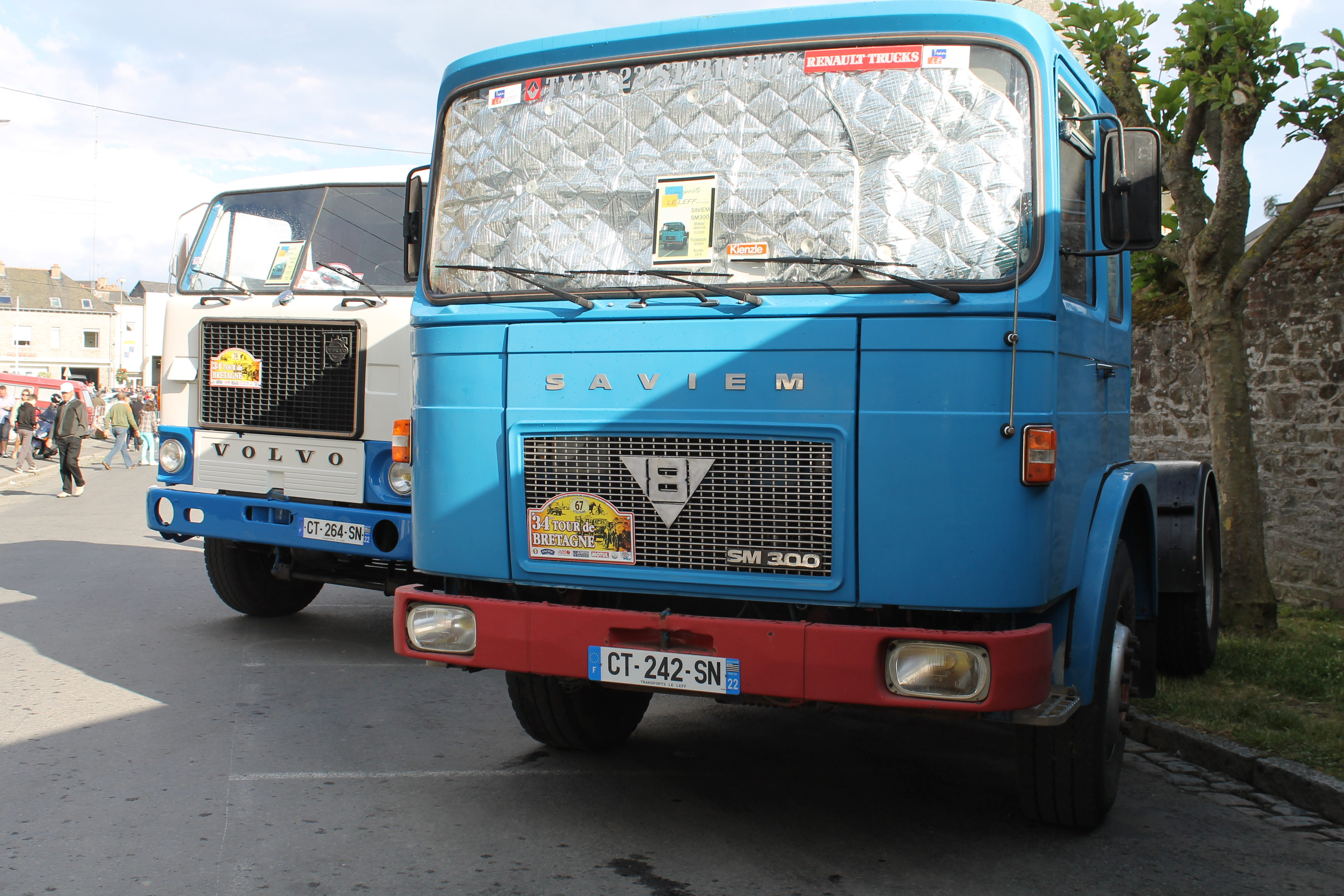
Saviem SM 300 V8

En 1970, el tractor SM300 de 38 t de MMA (gama «Europa») cuenta con un motor diésel MAN 2658 M42 V8 de 14,96 l con 300 CV a 2200 rpm, transmisión manual de 2 x 5 velocidades tipo 350, frenos neumáticos y configuración 6x4 con bloqueo de diferencial. También está disponible un rígido SM300 de 26 t de MMA.
En 1971, La cabeza tractora SM260 de 38 t de MMA (gama «Europa») está equipada con un motor diésel MAN 2356 HM5D de seis cilindros con una cilindrada de 10,689 l y 256 CV a 2200 rpm, una transmisión de 2 × 5 velocidades tipo 343 y frenos de aire comprimido. También hay un camión rígido SM260 con un MMA de 19 t.

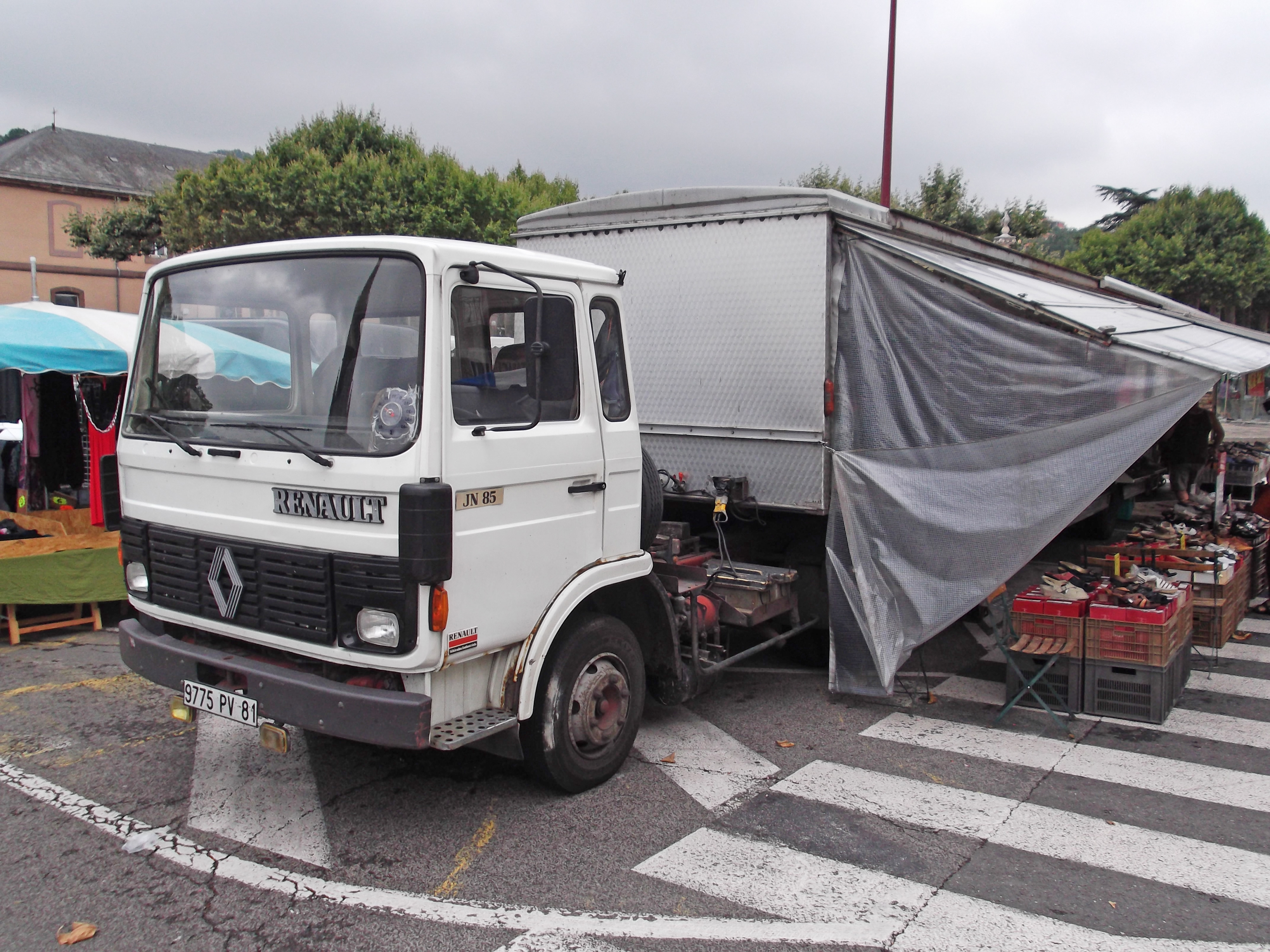
Serie J equipada con la cabina “Club of Four”

En 1972, los fabricantes DAF, Magirus-Deutz, Saviem y Volvo acordaron producir conjuntamente una cabina basculante común para reducir los costes de desarrollo de su gama media (DAF F700, F900, F1100, Magirus-Deutz con motor KHD, Saviem J y Volvo F4/F6). La cabina 870  del «Club des Quatre» apareció en enero de 1975 en Saviem, en la Serie J. Posteriormente, la cabina también se incorporó a los camiones Berliet de la gama B.

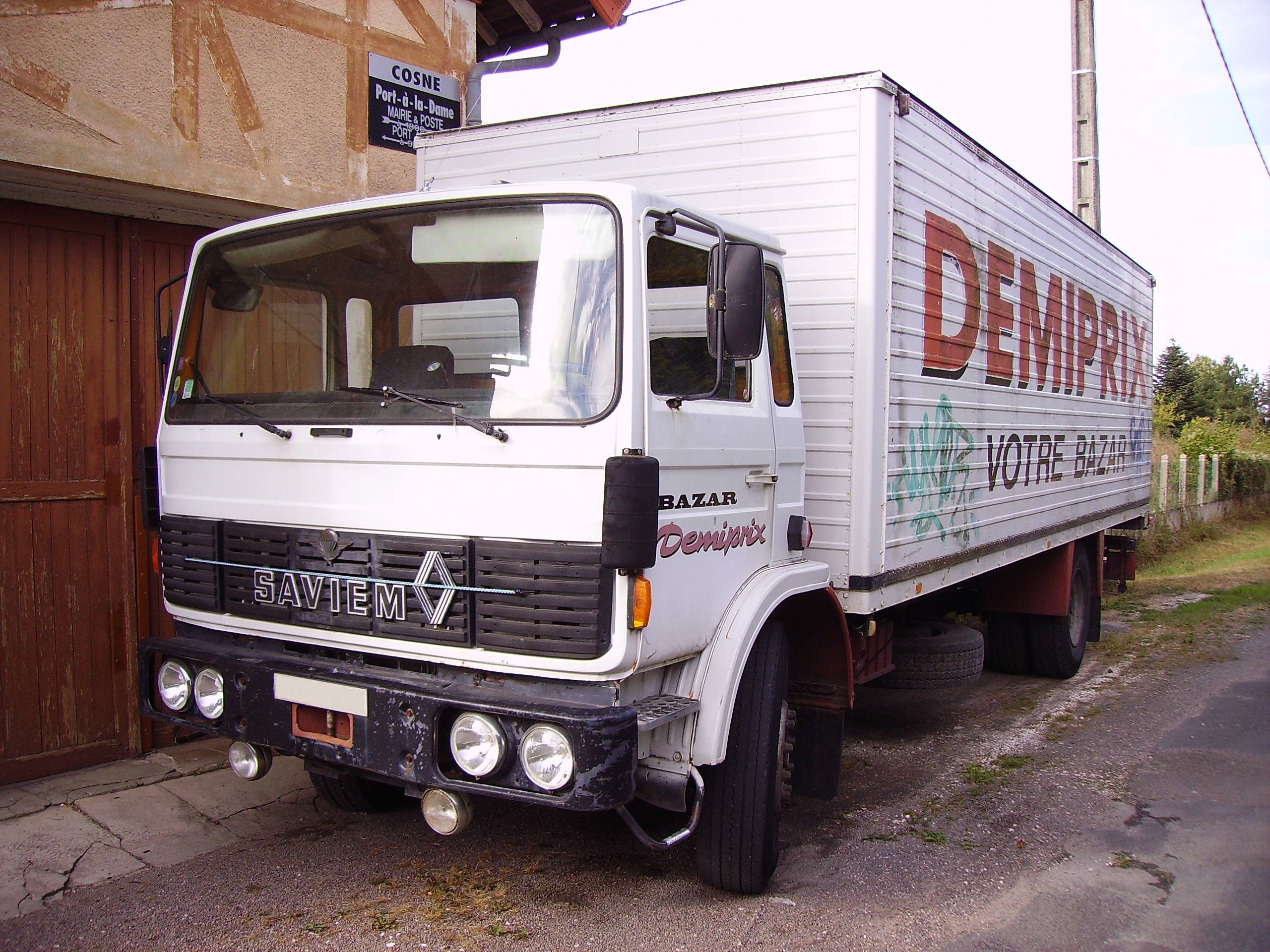
SAVIEM H Club des Quatre (1977).

En 1974, Saviem unió fuerzas con Fiat y Alfa Romeo para crear Sofim (Società franco-italiana di motori SpA), fundada el 13 de septiembre de 1974. Sofim diseñaría y produciría nuevos motores diésel de 2,5 litros de alta velocidad, que impulsarían diversos automóviles, como el Renault Safrane, y vehículos comerciales como el Iveco Daily y el Renault Master. Saviem, incorporada a R.V.I., vendió rápidamente su participación minoritaria y se convirtió en un cliente privilegiado de Sofim, que se integraría en Fiat Powertrain Technologies tras la adquisición de Alfa Romeo por parte de Fiat en 1986.
En 1975, Saviem pasó a formar parte del fabricante Sinpar.
En 1977, la marca introdujo la serie H de potencia media-alta. Los modelos HB incorporaban un motor diésel Berliet MID 06.20.30 de seis cilindros de 8,82 L y 185 CV a 2400 rpm, transmisiones de seis y diez velocidades, frenos neumáticos, distancias entre ejes de 3,91 a 6,39 m y un sistema de bloqueo del diferencial opcional. La cabina ancha del 875 derivaba del 870. Se ofrecían los modelos HB15 (15 t de carga útil), HB17 (17 t de carga útil), HB19 (19 t de carga útil), el tráiler HB26 con un peso bruto vehicular (PBV) de 15 t o un peso bruto del tren (PBV) de 26 t, y el tráiler HL38 con un PMA de 19 t o un PMA de 38 t.
Se lanza el camión táctico Saviem SM8 4x4. En 1985, el ejército francés había pedido 16.160 unidades.
En 1978, Renault reorganizó el nuevo grupo formado por las marcas Berliet y Saviem para crear el único fabricante francés de vehículos pesados, Renault Véhicules Industriels, la rama «vehículos pesados» del grupo Renault.

### Historia de la división de autobuses

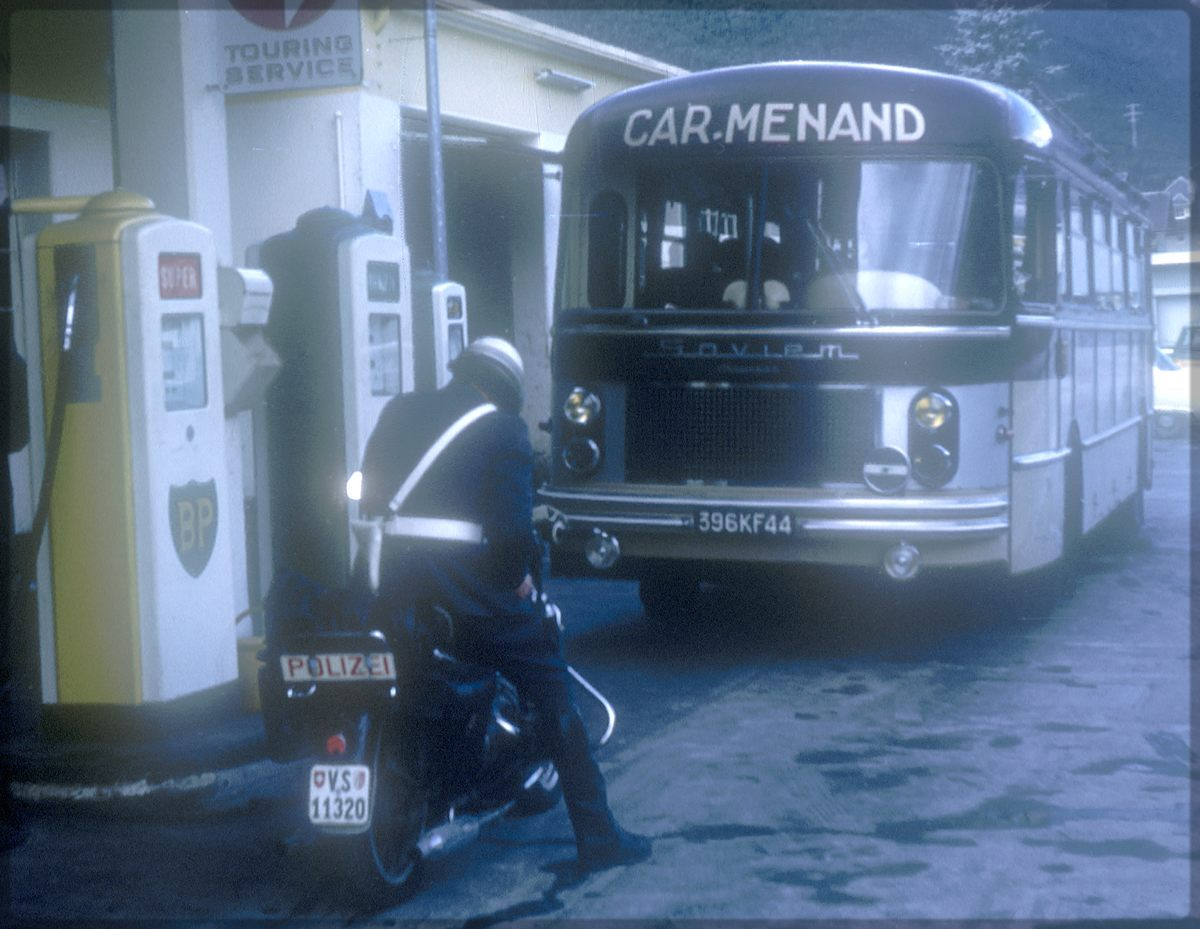
SAVIEM SC1.

En 1955, cuando la división de vehículos pesados de Renault se fusionó con los fabricantes de camiones pequeños Floirat, Latil y Somua, la división de autobuses también tomó el nombre de SAVIEM LRS (LRS por Latil-Renault-Somua), una filial de Régie Renault.
En 1949, Renault lanzó el R4190, un vehículo con un motor horizontal de seis cilindros, situado detrás del eje delantero. Muy reconocible por sus dos faros redondos superpuestos y su parabrisas de dos piezas con un gran pilar central, está construido sobre un chasis autoportante.

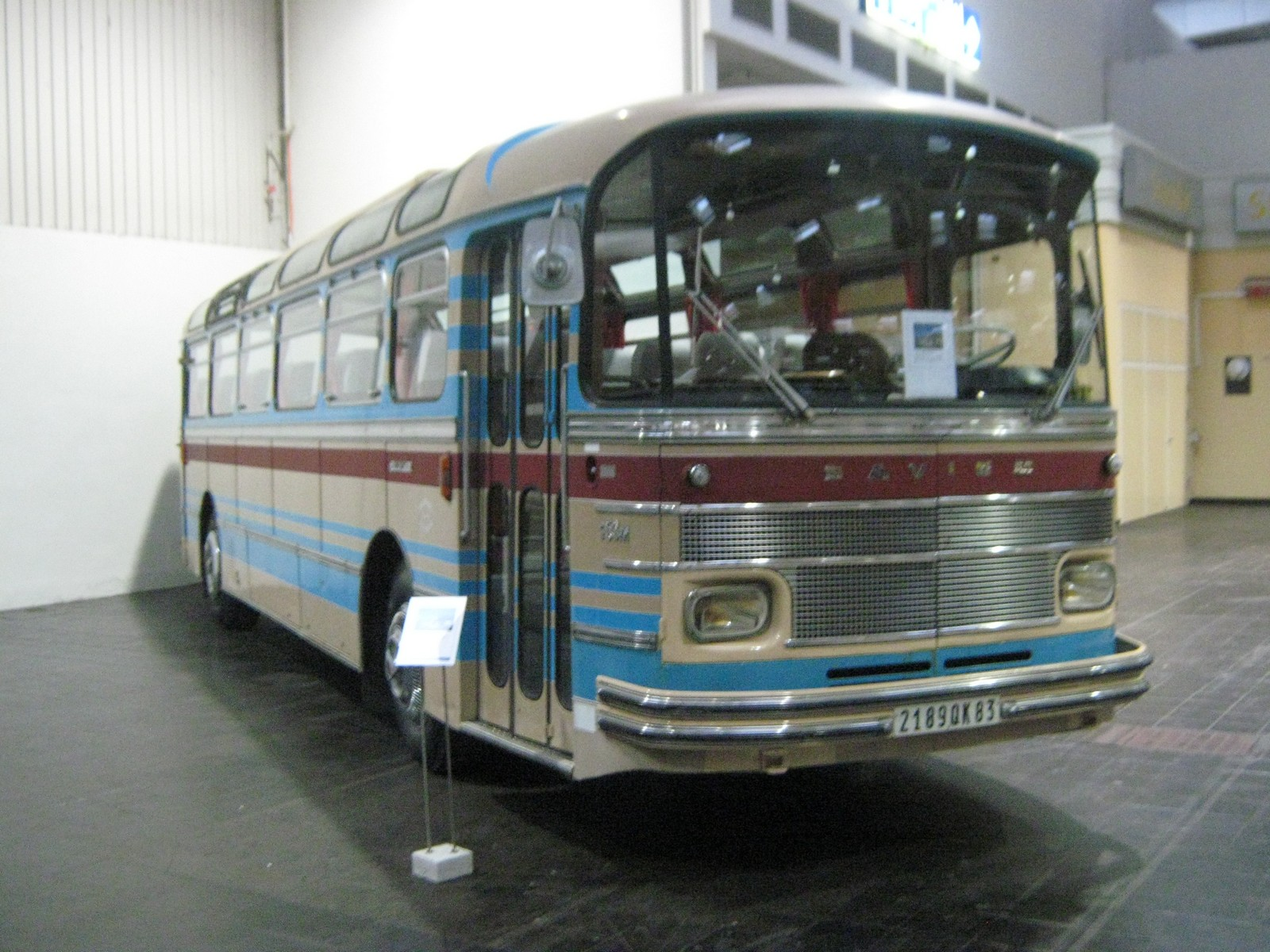
Autocar Saviem S45 (1964).

Tras la formación de SAVIEM LRS, el R4190 tendría numerosos descendientes directos. Presentado en 1958, el ZR20 era un vehículo de origen Latil, con un parabrisas curvo de dos piezas. El SC1, que lo sucedió en 1960, estaba propulsado por un bloque Fulgur y equipado con suspensión Aerostable, lo que lo convirtió en un modelo ZR20 de lujo. La versión urbana con tres puertas laterales se llamaría SC2.
En 1959, SAVIEM LRS integró a su principal competidor Chausson y el nombre se simplificó a simplemente Saviem.

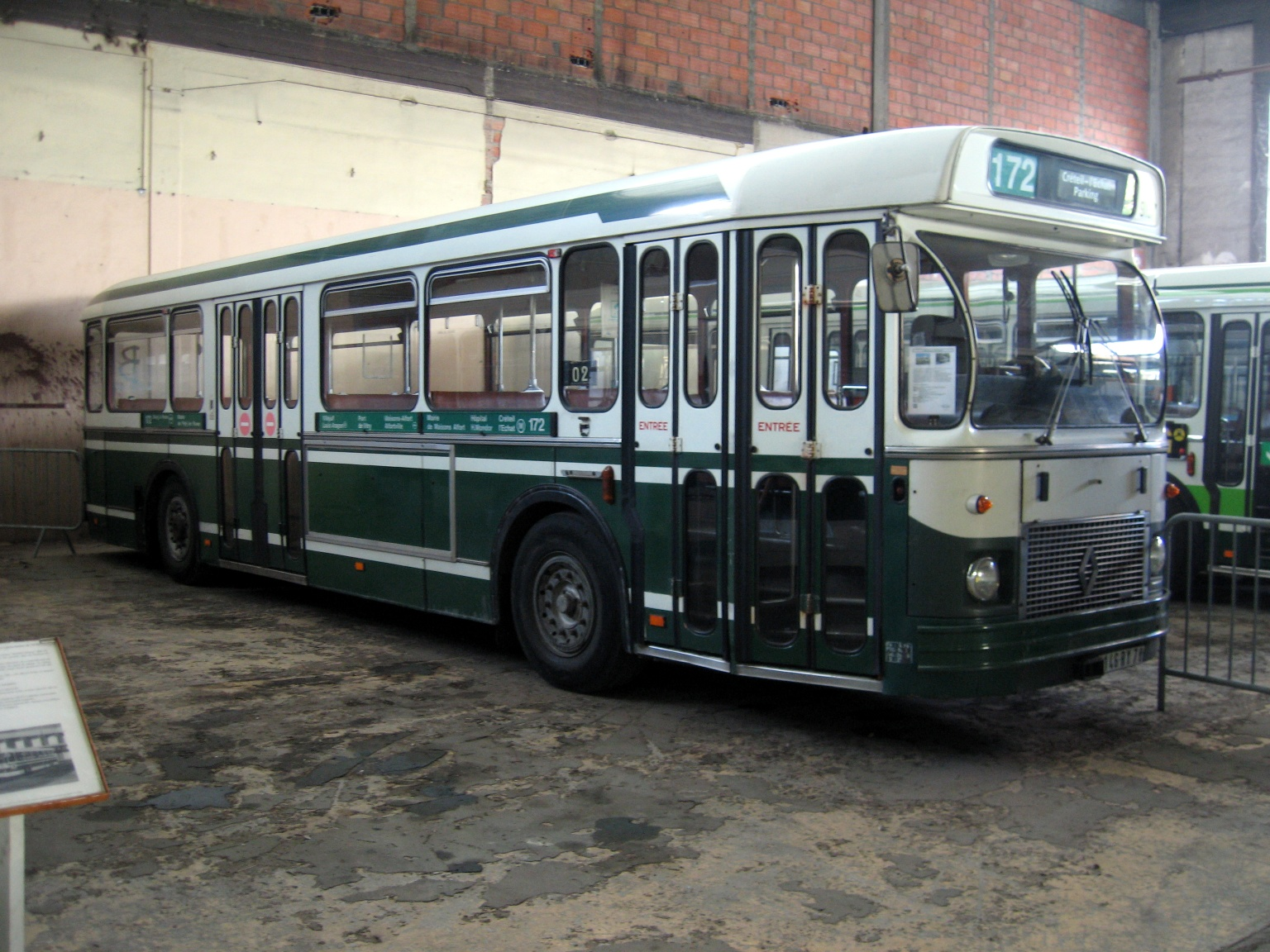
Saviem SC10.

En 1960 llegó la segunda generación del SC1. En 1964, Saviem lanzó un modelo con un frontal ligeramente más moderno y anguloso, el S45, que pasó a llamarse Renault S45 en 1978 y se mantuvo en producción hasta 1993. El vehículo seguía basándose en el antiguo SC1, la evolución definitiva del antiguo autocar Renault R4190, también disponible en las versiones de autobús urbano S53 y S105 de 53 plazas. Estaba disponible con dos motores: un motor francés de gasolina de 150 CV y un diésel adquirido a la empresa alemana MAN de 165 CV. Renault no disponía de ningún motor diésel compatible.
Consciente de que los modelos comercializados en el mercado francés no podían exportarse debido a su diseño anticuado en comparación con la competencia extranjera, Saviem encargó a carroceros extranjeros especializados la creación de carrocerías e interiores más modernos. Así, en Francia, vimos modelos Saviem S45 con carrocerías diseñadas por Jonckheere, Orlandi o Gandlof. Autocar Renault S45 (1988).
Con el paso de los años, el S45, ampliamente utilizado para el transporte escolar, evolucionó lentamente. En julio de 1987, recibió una última actualización estética y fue retirado del catálogo en 1993, siendo finalmente reemplazado por el Renault Tracer, después de 44 años. Su arquitectura, que data de 1949, a pesar de algunos cambios poco frecuentes, le dio la reputación de ser un vehículo robusto pero muy básico.
En 1965, la integración de la carrocería Chausson dio origen al Saviem SC10, donde SC significa "Saviem-Chausson". El modelo se mantuvo en producción hasta 1989, con el SC10.R. El objetivo de este modelo era ofrecer un modelo estandarizado en grandes series para reducir los costes de fabricación. Diseñado por Giovanni Klaus Koenig, técnicamente, el SC10 finalmente tuvo un piso rebajado para facilitar el acceso a bordo, evitando múltiples escalones, pero manteniéndose a 60 cm del suelo. El primer prototipo se entregó a la RATP en 1961, pero su presentación oficial no tuvo lugar hasta junio de 1963 y el primer ejemplar salió de la línea de producción en mayo de 1965. Estaba propulsado por un motor diésel MAN de seis cilindros en línea que desarrollaba tan solo 150 CV. Se fabricaron casi 1500 unidades del SC10 en cinco años. En otoño de 1981, Renault presentó el SC10.R, que era simplemente un rediseño con un frontal más redondeado que le permitió mantenerse en el mercado hasta 1989. Este nuevo frontal no logró disimular la avanzada edad del vehículo, ni técnica ni estéticamente. En 24 años, se fabricaron 11.004 unidades del SC10.
La gama de autobuses Saviem se mantuvo prácticamente sin cambios hasta que Saviem fue transferida a Renault Véhicules Industriels en 1978, que continuó la producción de estos modelos bajo su nombre el 24 de abril de 1980.

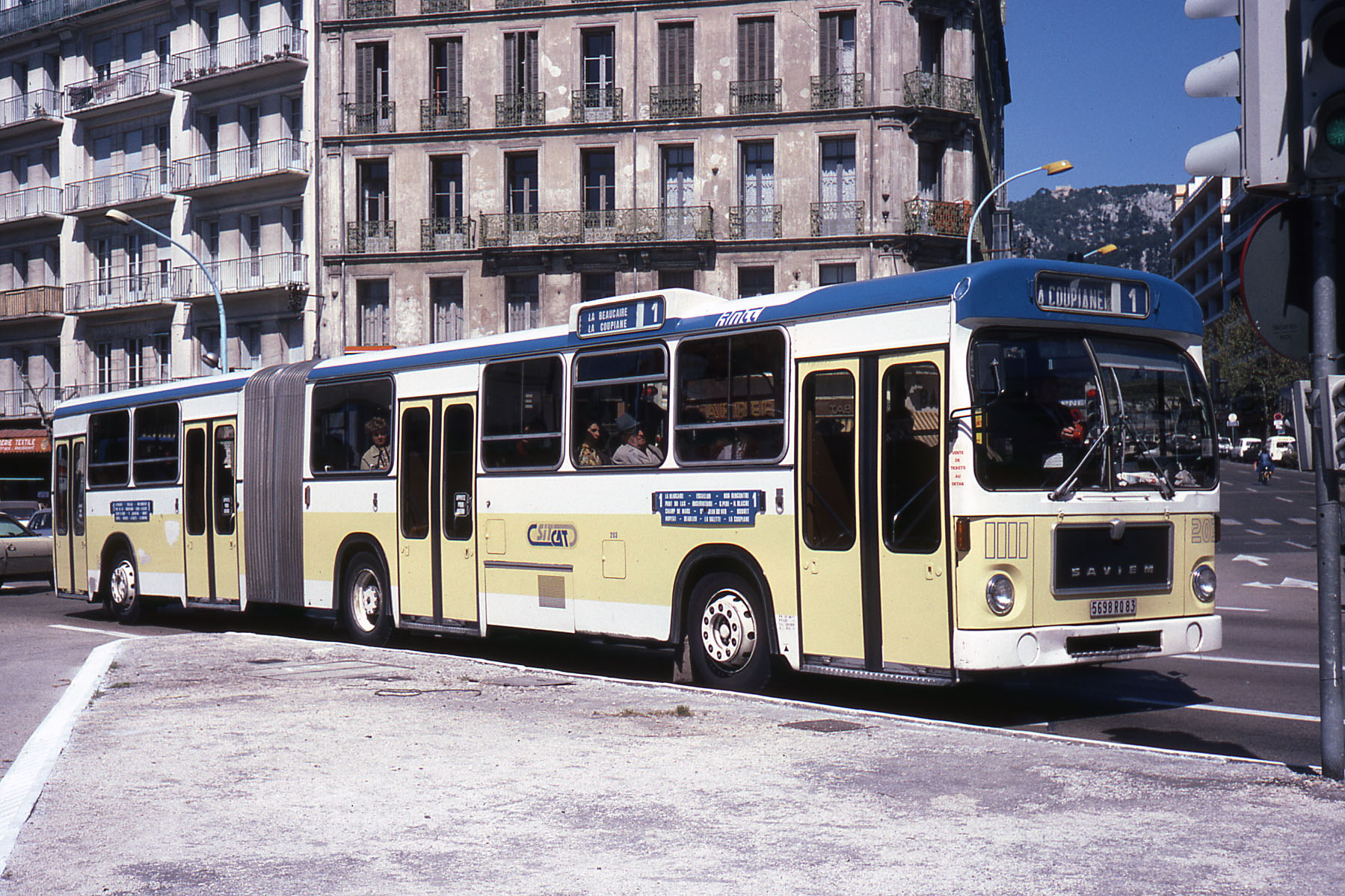
Un autobús SG 220 fabricado por M.A.N. vendido bajo la marca Saviem, aquí en Toulon.

## Producción

### Autobús
| Modelos | Producción | Observaciones |
| ------- | ---------- | --- |
| UI 20   | 1958-1959  | Isobloc 655 DHU producido por Saviem tras la adquisición de la empresa.                                                                     |
| SC2     | 1960-1964  | El modelo SC2 es la evolución del ZR.20. |
| SC4     | 1959-1964  | Nombre comercial de Chausson AP tras la fusión de las dos empresas con modelo de autocar SC3 (ej: AP522) y modelo de autobús SC4 (ej: APV). |
| SC5/SC6 | 1961-1970  | Lanzado y comercializado bajo la marca Saviem.                                                                                              |
| SC10    | 1965-1989  | Lanzado y comercializado bajo la marca Saviem y rebautizado como Renault en 1980.                                                           |
| SG.220  | 1978-1983  | Lanzado y comercializado bajo la marca Saviem, es un MAN SG 220.                                                                            |

### Autocares
| Modelos     | Producción | Observaciones |
| ----------- | ---------- | --- |
| R.4192      | 1955-1957  | Renault R4190 bajo la marca Saviem del año 1955.                                                                                            |
| ZR.20       | 1958-1960  | Evolución simple de R.4192. |
| SC1         | 1960-1964  | El modelo SC1 es la evolución del ZR.20. |
| SC3         |            | Nombre comercial de Chausson AP tras la fusión de las dos empresas con modelo de autocar SC3 (ej: AP522) y modelo de autobús SC4 (ej: APV). |
| S.45 y S.53 | 1964-1993  | Lanzado bajo la marca Saviem, rebautizado como Renault en 1980.                                                                             |
| E.7         | 1969-1983  | Lanzado bajo la marca Saviem, se convirtió en el Renault E.7 en 1980.                                                                       |

### Camiones
- Fainéant, Mondragon, Tancarville y TP10 Tancarville
- Serie H
- Serie J
- Serie JL
- Serie JM (1 y 2)
- PS
- PX
- SD5 y SD8 FAR
- SG1, SG2, SG3 y SB2
- SG4 y SG5
- Serie S/SM
- SM8 4x4
- Serie SM Europe
- Serie SMH
- TP3 (4x4)
- TP6, TP7 y TP8 Sinpar